# Oscar Gustafson
Oscar Gustafson var en norsk skådespelare och regissör.
Han regisserade 1917 filmen En vinternat och spelade också huvudrollen som docent Wollert Berg. Han stod även för scenografin och smink. År 1919 regisserade han De forældreløse och spelade rollen som Robertson.

## Filmografi
- 1917 – En vinternat (även regi)
- 1917 – De forældreløse (även regi)